# Onega portugál grófnő
Onega portugál grófnőről (?–959) csak annyi bizonyos, hogy az első portugál grófság (Condado de Portucale) 3. grófja, Diogo Fernandes felesége volt, és férjének haláláig valószínűleg vele közösen uralkodott a félfüggetlen grófságban. Arra, hogy Onega valóban Onega Lucides, azaz Lucídio portugál gróf lánya lett volna, csak az a közvetett bizonyíték utal, hogy különben megszakadt volna a Vímara Peres-ház vérvonala, márpedig hagyományosan úgy tartják, hogy egészen 1071-ig, II. Nuño haláláig ebből a családból kerültek ki a portugál grófok, illetve grófnők.
Ha valóban Lucídiónak, Portugália második grófjának volt a lánya, akkor anyja Godilona Mendes (Gudilona Menendez de Coimbra) Lucídio felesége volt. Ebben az esetben a grófi címet 922-ben, apja halálával örökölte, ám nő lévén azt meg kellett osztania férjével. A Portucale grófja titulust sem kapták meg, hanem Diogo Fernandes számára létrehozták a „Guimarães grófja” címet, Onega pedig szintén nem Portucale, hanem Guimarães grófnője lett. Ekkor már valószínűleg jó ideje házasok voltak; Mumadona lányuk valamikor 900 körül született.

## Uralkodása
Rövid uralkodás után, valamikor 924 és 928 között férje meghalt, és Onega egy ideig egyedül uralkodott. Ezt a hűbéresek nem nézték jó szemmel, ezért kellett mondania a grófságról lányuk, Mumadona és annak férje javára.

## Lemondása után
Lemondása után föltehetőleg Guimarãesben, a grófság székvárosában maradt. Ebből az időszakból egyetlen tettéről számolnak be a források: 928 decemberében megalapította férje emlékére a lorvãói kolostort. Gyermekeik közül is csak azokról tudunk, akik megjelentek ezen az ünnepségen. A résztvevők közt a beszámoló megemlíti Menendo Gonçalvest, Mumadona férjét, valamint Rodrigo Tedonizt, akiről ennek alapján feltételezik, hogy Leodegundia férje lehetett.

## Fordítás
Ez a szócikk részben vagy egészben  a   Diogo Fernandes (count) című angol Wikipédia-szócikk ezen változatának fordításán alapul.  Az eredeti cikk szerkesztőit annak laptörténete sorolja fel. Ez a jelzés csupán a megfogalmazás eredetét és a szerzői jogokat jelzi, nem szolgál a cikkben szereplő információk forrásmegjelöléseként.